# ZIPANGU
ZIPANGU（ジパング、1976年2月25日 - ）は、日本のプロレスラー。千葉&茨城のローカルインディー団体「プロレスリングSSS（プロレスリング・トリプルエス）」を主宰。

## 来歴
ZIPANGUは、1991年8月18日にデビューした覆面レスラー。1990年8月12日に千葉県で旗揚げされた「PRO-WRESTLING SSS」(プロレスリング・トリプルエス)を主宰・運営している。
2000年3月7日（板橋区産文ホール）メビウス自主興行がプロ初参戦となった。
2001年9月に千葉県や栃木県から茨城県日立市に本拠地を移し定期興行RISINGシリーズを開催。2006年1月以降は東京インディーでの活動が主軸となり2007年1月以降は ZIPANGU、ササメ、グレイトが「グレートプロレスリング」にレギュラー参戦。その後は「スタンリーシリーズ」などインディー団体への参戦を経て、2013年12月31日に旗揚げした「プロレス佐野魂」に入団しダブル所属となった。
自主興行は不定期ながら2007年11月23日（千葉・Blue Field）、2010年12月26日（東京・BumB東京スポーツ文化館）、2018年5月27日（東京・BumB東京スポーツ文化館）に開催した。
2018年9月2日、メキシコのルチャ・リブレ団体・WMC（Wrestling Martin Calderon）認定するWMCインターナショナルライト級王者となる。

## タイトル歴
- SSS認定リアルワールドシングル王座：3回
- SSS認定リアルワールドタッグ王座：5回
- インターナショナルマーシャルアーツ王座：1回
- ハイフライチャンピオンシップ：1回
- WMCインターナショナルライト級王座：1回

## 得意技
- ムーンサルト・プレス
- ジパング・スプラッシュ
- ジパング・スープレックス・ホールド
- ジパング・ロック
- ダブル・テイル

## 入場テーマ曲
「SOUL TO SOUL」（オリジナル）